# Brouwersvaart

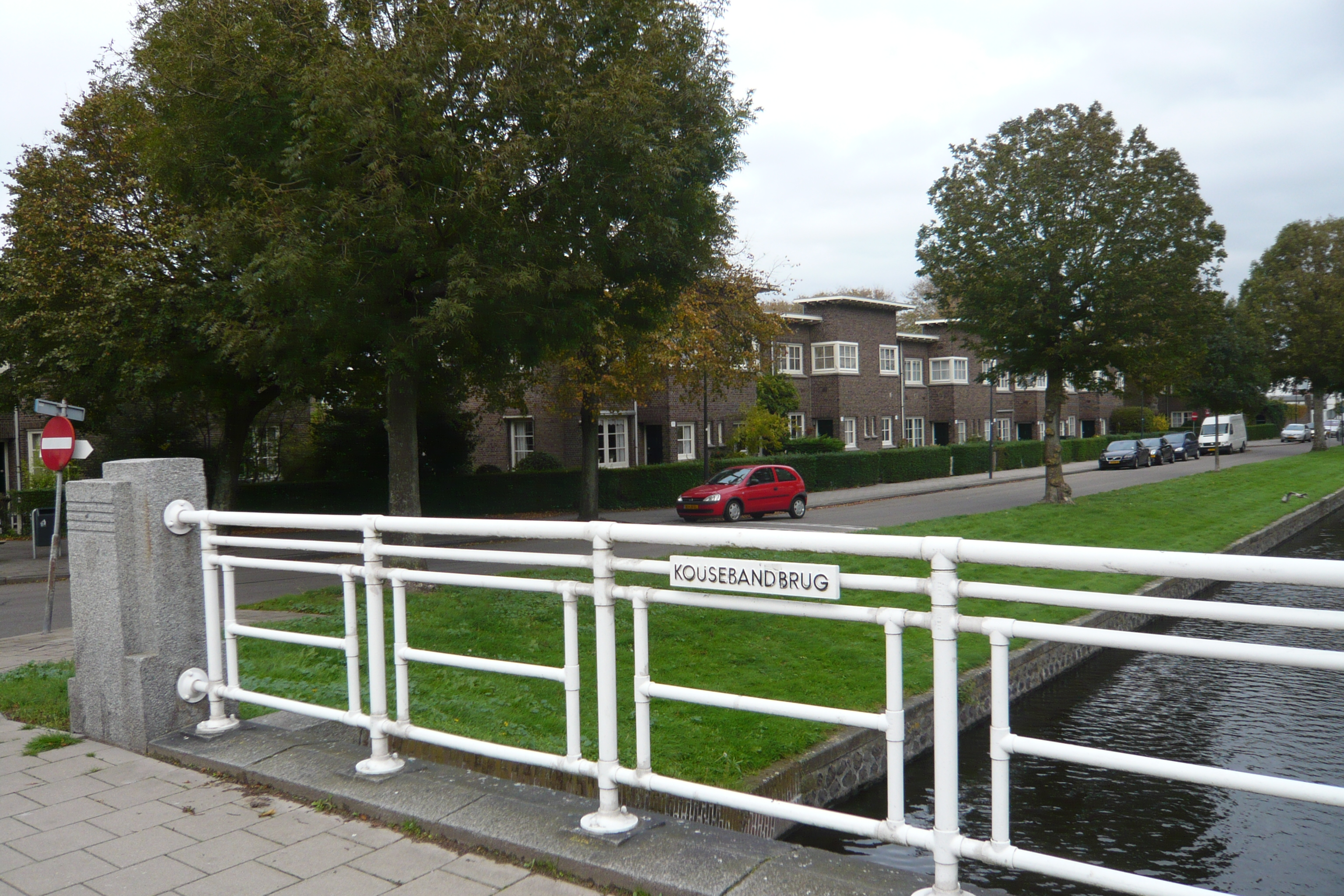
Brug over de Brouwersvaart bij Rosehaghe (links)

De Brouwersvaart, die voorheen bekend stond als de Rampenvaart, is een kanaal in de stad Haarlem, in de Nederlandse provincie Noord-Holland. De vaart loopt van de Brouwerskolk, die aan de rand van de duinen ten westen van de stad ligt, naar de Zijlsingel aan de westzijde van het stadscentrum. Daarbij kruist de vaart van west naar oost de Korte Zijlweg, de Westelijke Randweg (N208) en de spoorweg van Haarlem naar Leiden. Tussen het spoor en de Zijlsingel heet de straat aan de zuidzijde ook Brouwersvaart. De noordzijde heet daar de Brouwerskade. Daar ligt ook het woningbouwproject Rosehaghe, ontworpen door J.B. van Loghem en gereedgekomen in 1922.
De Brouwersvaart ontleent zijn huidige naam (net als de Brouwerskolk) aan het gebruik van het water door de vele bierbrouwers die de stad Haarlem in vroeger eeuwen rijk was. Brouwers moesten hun water in principe met schuiten uit de Brouwersvaart of de Houtvaart, destijds Ruyckebiervaart halen. Het was goedkoper om het water uit het Spaarne te gebruiken, maar dit water was gevoeliger voor de instroom van brak water uit het IJ, wat tot een slechte kwaliteit bier kon leiden. Ook de texielblekerijen, die in de tweede helft van de 16e eeuw waren gesticht door Vlaamse immigranten, gebruikten het water uit de Brouwersvaart. Om de kwaliteit van het bier niet in gevaar te brengen, was bepaald dat zij hun afvalwater niet in de vaart mochten laten uitstromen. Nadat de brouwers enkele blekers hadden aangeklaagd omdat zij tóch hun afvalwater in de vaart zouden hebben laten stromen, werd in 1584 door de stad bepaald dat de blekerijen aan de Brouwersvaart moesten vertrekken, en dat ten zuiden van de Zijlweg geen blekerijen meer zouden worden toegestaan. Ook het roten van vlas werd ten zuiden van de Zijlweg verboden.
De wandeling langs de Brouwersvaart naar de Brouwerskolk was in vroeger tijden een geliefd uitstapje van de Haarlemse bevolking.